# والتر بيلاسكو
والتر بيلاسكو هو ممثل كندي، ولد في 1 ديسمبر 1864 بفانكوفر في كندا، وتوفي في 21 يونيو 1939 بسان فرانسيسكو في الولايات المتحدة.

## وصلات خارجية
- والتر بيلاسكو على موقع IMDb (الإنجليزية)
- والتر بيلاسكو على موقع قاعدة بيانات برودواي على الإنترنت (الإنجليزية)